# Ботулизм
Ботули́зм (от лат. botulus — колбаса) — тяжёлое заболевание, характеризующееся поражением нервной системы, преимущественно продолговатого и спинного мозга, протекающее с преобладанием офтальмоплегического и бульбарного синдромов.
Развивается в результате попадания в организм пищевых продуктов, воды или аэрозолей, содержащих ботулотоксин, вырабатываемый спорообразующей палочкой Clostridium botulinum. Ботулотоксин поражает мотонейроны передних рогов спинного мозга, вследствие чего нарушается иннервация мышц, развивается прогрессирующая острая дыхательная недостаточность.
Входными воротами являются слизистые оболочки дыхательных путей, желудочно-кишечного тракта, повреждённая кожа и лёгкие. Ботулизм возникает при употреблении в пищу продуктов, заражённых ботулиническими микробами, чаще типами А и В. От человека к человеку инфекция не передаётся. Несмотря на то, что ботулизм регистрируется гораздо реже, чем другие кишечные инфекции и отравления, он продолжает оставаться актуальным и опасным для жизни заболеванием.

## История
Предполагается, что ботулизмом люди болеют на протяжении всего периода существования человечества. Так, византийский император Лев VI запретил употребление в пищу кровяной колбасы из-за опасных для жизни последствий. Однако документально заболевание было зафиксировано только в 1793 году, когда в Вюртемберге заболели 13 человек, употреблявших в пищу кровяную колбасу, 6 из которых умерли. От продукта, вызвавшего болезнь, она и получила своё название.
Позднее, на основании наблюдений в 1817—1822 годах, Ю. Кернер сделал первое клинико-эпидемиологическое описание заболевания. В изданной им монографии 1822 года он описал симптомы ботулизма (недомогание, рвота, диарея и другие), а также предположил, что небольшие дозы ботулотоксина могут быть полезны в лечении гиперкинезов. В Российской империи эта болезнь неоднократно описывалась в XIX веке под названием «ихтиизм» и связывалась с употреблением солёной и копчёной рыбы. Первое детальное исследование в России сделал в 1845 г. Э. Ф. Зенгбуш.
В конце XIX века в Бельгии 34 музыканта, готовившихся играть на похоронах, съели сырую ветчину домашнего приготовления. В течение суток у большинства музыкантов начали проявляться симптомы ботулизма. В результате 3 человека погибли, а ещё 10 находились в больнице в течение недели в тяжёлом состоянии. Из остатков ветчины и из селезёнки пострадавших бактериолог Эмиль ван Эрменгем выделил возбудителя и назвал его Bacillus botulinus. Также он установил, что токсин образуется не в организме больного, а в толще ветчины. В это же время была создана первая иммунная сыворотка для лечения ботулизма. Исследователь Алан Скотт в 1973 году провёл первые испытания ботулотоксина на взрослых макаках-резус по снижению активности гиперкинетических мышц, а затем, в 1978 году, под его руководством начались испытания возбудителя на людях, по одобренному протоколу FDA.
Сейчас, как и раньше, ботулизм проявляется как в виде единичных отравлений, так и в виде групповых случаев. За 1818—1913 гг. в Российской империи было зарегистрировано 98 групповых вспышек пищевых отравлений, из-за которых пострадало 608 человек, то есть по 6,2 человека на одну вспышку. За период 1974—1982 гг. произошла 81 вспышка, на которую, в среднем, приходилось по 2,5 заболевших. В последние десятилетия распространены случаи болезни, связанные с употреблением консервов домашнего изготовления.

## Классификация
В соответствии с рекомендациями ВОЗ различают четыре категории ботулизма:
- пищевой ботулизм (заболевание возникает после употребления в пищу продуктов, содержащих накопившийся ботулинический токсин);
- раневой ботулизм (развивается при загрязнении почвой раны, в которой создаются условия, необходимые для прорастания попавших из почвы Clostridium botulinum и последующего токсинообразования);
- ботулизм детского возраста (возникает у детей преимущественно до 6 месяцев, при инфицировании их спорами Clostridium botulinum);
- ботулизм неуточнённой природы (установить какую-либо связь возникшего заболевания с пищевым продуктом не удаётся).

По степени тяжести различают лёгкую, среднетяжёлую и тяжёлую форму болезни. При лёгком течении у больных паралитический синдром ограничивается поражением глазодвигательных мышц; при среднетяжѐлом поражаются мышцы глотки и гортани. Тяжёлое течение характеризуется дыхательной недостаточностью и тяжёлыми бульбарными нарушениями.

## Этиология
Возбудитель ботулизма Clostridium botulinum относится к роду Clostridium, семейству Clostridiaceae. Это анаэробная, подвижная, грамположительная, спорообразующая палочка размерами (0,6—1,0)×(4—9) мкм. В мазках имеет вид палочек с закруглёнными концами, образующих субтерминально расположенные споры, диаметр которых превышает поперечник вегетативной формы. Из-за спор возбудитель имеет форму теннисной ракетки (чем характерно отличается от других клостридий). Палочки не образуют капсул, подвижны, перитрихи, облигатные анаэробы, располагаются беспорядочными скоплениями или небольшими цепочками. Известно 7 типов возбудителя (сероваров) — А, В, С (подтипы С1 и С2), D, Е, F и G, различающихся по антигенной структуре выделяемого экзотоксина. Из них патогенны типы A, B, E и, реже, F.
В России преимущественно встречаются типы А, В, Е. Возбудители ботулизма широко распространены в природе и обитают в почве. Бактерия размножается и вырабатывает токсин в процессе жизнедеятельности. Токсины вырабатываются вегетативными формами. Оптимальные условия роста вегетативных форм — крайне низкое остаточное давление кислорода (0,40—1,33 кПа) и температурный режим в пределах 28—35 °C. В процессе жизнедеятельности происходит характерное для большинства клостридий газообразование (визуально на консервированных продуктах определяется как «бомбаж» — вздутие крышки или жестяной банки). Прогревание при температуре 80 °C в течение 30 мин вызывает гибель вегетативных форм, однако его споровые формы способны выживать в течение нескольких часов при температуре 100 °C, и, попадая в благоприятную среду, переходить в вегетативные формы. Для полного уничтожения применяют дробную пастеризацию-тиндализацию. Токсин бактерии устойчив к действию пепсина и трипсина, выдерживает высокие концентрации (до 18 %) поваренной соли, не разрушается в продуктах, содержащих различные специи. Хорошо нейтрализуется в щелочной среде.
Оптимальный рост клостридий и токсинообразование происходят в анаэробных условиях при температуре 35 °C. Вегетативные формы бактерий погибают при 80 °C в течение 30 мин, при кипячении (100 °C) — в течение 10 мин.
Ботулотоксин является одним из наиболее сильных природных ядов (летальная доза для человека — 5—50 нг/кг массы тела). Также описаны продуцирующие ботулотоксин штаммы других видов — Clostridium butyricum и Clostridium baratii , но они чрезвычайно редки.
В современной медицине ботулотоксин является активным составляющим косметического средства «Ботокс» (известного также под названием «Диспорт»), использующегося для разглаживания морщин и уменьшения потоотделения. «Диспорт» с помощью инъекций вводится подкожно в мимические мышцы. Его также применяют для ослабления чрезмерной мышечной активности. Получить отравление нейротоксином практически невозможно, так как в косметологии используются крайне низкие концентрации яда. Но может случиться так, что токсин приведёт к смерти. На сегодняшний день «Ботокс» разрешён для клинического применения в 58 странах мира

## Эпидемиология
Механизм передачи ботулизма — фекально-оральный или контактный (при раневом ботулизме). Пути передачи заболевания могут быть пищевые, воздушно-пылевые (при ботулизме грудных детей) или контактно-бытовые. При этом иммунитет после перенесённого заболевания не развивается. В медицинской литературе описаны повторные случаи заболеваний ботулизмом у одних и тех же людей.
Вспышки ботулизма чаще всего обусловлены токсином типа А, реже — типами В, С, E, F. Токсин D вызывает заболевания только у других млекопитающих и водоплавающих птиц. Естественным источником и резервуаром возбудителя является почва, тепло- и холоднокровные животные, поглощающие споры Clostridium botulinum с водой и кормом. Возбудитель размножается в иле слабопроточных водоёмов, силосных ямах, трупах павших животных. Возбудитель вырабатывает токсин после смерти животных при снижении их температуры тела до 20—25 °C.
Попадание в человеческий организм как вегетативных форм C. botulinum, так и спор обычно не вызывает заболевания, так как для продуцирования токсина нужны строго анаэробные условия. Исключения составляют раневой ботулизм (развивается при загрязнении почвой раны, в которой создаются условия, необходимые для прорастания попавших из почвы C. botulinum и последующего токсинообразования), а также ботулизм новорождённых до 6 месяцев, в кишечнике которых также возможно размножение C. botulinum и токсинообразование из-за особенностей кишечной микрофлоры.
Отравление токсином возможно только при употреблении продуктов, в которых в анаэробных условиях произошли размножение возбудителя и накопление токсина. Анаэробные условия создаются в результате герметизации продуктов или потребления кислорода аэробной флорой (например, стафилококком). В настоящее время консервы фабричного производства редко являются причиной заболевания. В основном, заражение происходит вследствие употребления грибов, овощей, рыбы и мяса домашнего консервирования.
Однако эпидемии ботулизма могут возникать и из более неожиданных источников, например, в июле 2002 на Аляске у 14 человек были установлены симптомы ботулизма после употребления китового мяса (muktuk, см. Выбрасывание китообразных на берег), двум из пострадавших потребовался аппарат искусственной вентиляции лёгких. А в середине июня 2024 года в нескольких городах России — Москве, Нижнем Новгороде и Казани — зафиксировали больше ста случаев ботулизма от салатов с фасолью из сервисов доставки.
Существуют и другие источники отравления, например чеснок или приправы, сохраняемые в растительном масле без подкисления, перец чили, тушёный в алюминиевой фольге плохо вымытый картофель, рыба домашнего консервирования, в частности — ферментированная рыба, вяленая рыба и прочее. В России около 50 % случаев болезни связаны с грибами, второе место занимают мясные изделия.
Помимо пищевого ботулизма, регистрируются единичные случаи ботулизма у детей до года, находящихся на искусственном вскармливании питательными смесями, содержащими мёд, а их кишечная микрофлора ещё не способна эффективно подавлять развитие C. botulinum. Предполагают, что споры заносятся с пылью в нектар, перерабатывающийся пчёлами в мёд, который впоследствии используют в питательных смесях. С кормлением мёдом связан каждый пятый случай пищевого ботулизма у детей в США. Иногда возбудитель размножается в некротизированной ткани и обусловливает возникновение раневого ботулизма.

## Патогенез и патоморфология
| Симптомы                                                                          | Патогенез |
| --------------------------------------------------------------------------------- | --- |
| Нарушение дыхания (частое, поверхностное)                                         | Парез мышц диафрагмы, брюшного пресса, межрёберных мышц, гипоксия                                              |
| Мышечная слабость, параличи                                                       | Нарушение передачи нервных импульсов, гипоксия, метаболические нарушения                                       |
| Тахикардия, повышение АД                                                          | Гипоксия, повышение активности симпатико-адреналовой системы (увеличение содержания катехоламинов)             |
| Сухость во рту, нарушение глотания, гнусавость голоса, ограничение движения языка | Поражение ядер V, IX, XII черепных нервов                                                                      |
| Нарушение конвергенции, птоз, диплопия                                            | Поражение ядер III, IV черепных нервов                                                                         |
| Широкие зрачки, нарушение зрения, аккомодации                                     | Поражение n.m.ciliares                                                                                         |
| Амимия                                                                            | Поражение лицевого нерва                                                                                       |
| Вздутие живота, запор                                                             | Угнетение функции блуждающего нерва, увеличение содержания катехоламинов                                       |
| Рвота, одно- или двукратное послабление стула в начальный период                  | Местное действие ботулотоксина, действие другой флоры, содержащейся в продукте                                 |
| Задержка мочеиспускания                                                           | Поражение вегетативной нервной системы, преобладание симпатической активности, снижение тонуса мочевого пузыря |
| Бледность кожи                                                                    | Сужение капилляров кожи                                                                                        |

Схема патогенеза ботулизма

Ведущую роль патогенеза ботулизма играет токсин. На сегодняшний день патогенез ботулизма ещё недостаточно изучен, существуют разногласия по вопросу действия токсина на центральную нервную систему, вегетативную нервную систему и другие структуры. При обычном заражении он попадает в организм вместе с пищей, содержащей также и вегетативные формы возбудителей — продуцентов яда. Ботулотоксин всасывается из слизистой оболочки или лёгких. В желудке под действием соляной кислоты желудочного сока ботулотоксин не разрушается. Наиболее значимо поступление токсина через слизистую оболочку желудка и тонкой кишки, откуда он попадает в кровь и разносится по всему организму, нарушая деятельность нервных клеток, ответственных за передачу возбуждения к мышцам. При ботулизме поражаются все черепные нервы, кроме чувствительных, таких как обонятельный, зрительный, преддверно-улитковый нервы. В первую очередь страдают мышцы глаз, глотки и гортани, затем дыхательные мышцы. Особой чувствительностью к ботулотоксину обладают мотонейроны спинного и продолговатого мозга, что проявляется развитием бульбарного и паралитического синдромов. Ботулотоксин блокирует освобождение ацетилхолина в холинергических синапсах, что обусловливает развитие периферических параличей. Холинэстеразная активность в синапсах практически не изменяется.
Также в патогенезе ботулизма большую роль играет гипоксия. Развитие прогрессирующей острой дыхательной недостаточности обусловлено угнетением активности больших мотонейронов передних рогов спинного мозга, иннервирующих дыхательную мускулатуру. Гипоксия нарастает при обтурации бронхов аспирационными рвотными массами, слюной и пищей, что связано с парезами мышц гортани, глотки и надгортанника. Из-за гипосаливации воспаляется слизистая оболочка ротоглотки, может развиваться гнойный паротит вследствие восходящей инфекции. Гибель обычно наступает от вентиляционной дыхательной недостаточности и иногда от внезапной остановки сердца. Токсинемия вызывает угнетение ферментов пентозофосфатного шунта, ингибирование клеточных Na+/K+ насосов и обусловливает развитие гемической гипоксии.
Фармакологическое действие токсинов включает связывание Н-цепи с мембраной, поглощение токсина и расщепление L-цепью белка SNAP-25 — одного из белков семейства SNARE — на мембране синаптических пузырьков, что блокирует слияние синаптических пузырьков с пресинаптической мембраной нервного окончания.
Патогенез раневого ботулизма и ботулизма младенцев отличается тем, что заражение происходит спорами, которые прорастают в анаэробных условиях раны или вследствие особенностей флоры и ферментативной деятельности кишечника грудных детей в вегетативные формы. Синдромы гастроэнтерита, инфекционной интоксикации отсутствуют. На сегодняшний день условия прорастания спор Clostridium botulinum в желудочно-кишечном тракте не изучены.
Патологоанатомические изменения при ботулизме имеют неспецифический характер. Они обусловлены гиперемией, полнокровием внутренних органов, отёком головного мозга, точечным кровоизлияниям в слизистую оболочку желудочно-кишечного тракта. Выражены признаки нарушения микроциркуляции в головном мозге. При этом деструктивные изменения нервных клеток умеренные. А в сосудистых стенках микроциркуляторного русла проявляются дистрофические изменения.

## Клиническая картина
Инкубационный период протекает от нескольких часов до 2—5 дней, составляя в среднем 18—24 часов. При более коротком инкубационном периоде наблюдается, хотя и не всегда, более тяжёлое течение болезни. Клиническая картина ботулизма складывается из трёх основных синдромов:
- паралитического;
- желудочно-кишечного;
- общетоксического.

В основном, болезнь начинается остро с синдрома пищевого отравления (тошнота, рвота, иногда боли в животе, жидкий стул). Рвота и понос непродолжительны, являются следствием токсинемии. Затем развиваются чувство распирания в желудке, метеоризм, запоры, это значит, что начинается парез желудочно-кишечного тракта.
Неврологические симптомы появляются либо одновременно с желудочно-кишечными, либо после их исчезновения. Наиболее типичными ранними признаками ботулизма являются расстройство зрения, сухость во рту и мышечная слабость. Больные жалуются на «туман», «сетку перед глазами», плохо различают близлежащие предметы, чтение затруднено или невозможно из-за пареза аккомодации и двоения.
При осмотре пациенты вялые, адинамичные, лицо становится маскообразным. Одно- или двусторонний птоз. Зрачки расширены, вяло или совсем не реагируют на свет; возможны нистагм, косоглазие, нарушаются конвергенция и аккомодация. Может быть лёгкая анизокория. Язык высовывается с трудом, иногда толчками. Появляются головная боль, недомогание, температура тела, как правило, нормальная, реже — субфебрильная. К концу суток гипермоторика ЖКТ сменяется атонией, температура тела становится нормальной, появляются основные неврологические признаки болезни.
Мышечная слабость вначале выражена в затылочных мышцах, вследствие чего голова свисает и больные вынуждены поддерживать её руками. В связи со слабостью межрёберных мышц дыхание становится поверхностным, едва заметным. При снижении двигательной активности чувствительность полностью сохраняется.
Слизистая оболочка носоглотки сухая, глотки — ярко-красная, в надгортанном пространстве скопление густой, вязкой слизи, вначале прозрачной, а затем мутноватой, поэтому иногда у пациентов ошибочно диагностируют ангину. Ботулизм сопровождается функциональными расстройствами сердечно-сосудистой системы. Определяются смещение границ сердечной тупости влево и значительное приглушение тонов сердца с акцентом II тона на лёгочной артерии. При клиническом анализе крови отмечают умеренный лейкоцитоз с нейтрофильным сдвигом влево.
Выздоровление при ботулизме наступает медленно. Одним из ранних признаков улучшения является восстановление слюноотделения. Постепенно регрессирует неврологическая симптоматика. Полное восстановление зрения и мышечной силы наступает позже всего. Расстройство зрения может длиться несколько месяцев. Несмотря на тяжелейшие неврологические расстройства, у переболевших ботулизмом не остаётся никаких последствий заболевания.
Наиболее частыми осложнениями ботулизма являются аспирационная пневмония, ателектазы, гнойные трахеобронхиты или их сочетания. Возможно развитие гнойного паротита. Так как ботулотоксин снижает иммунную резистентность организма, то опасность представляют осложнения, связанные с инвазивными методами лечения (интубация, трахеостомия, ИВЛ, катетеризация мочевого пузыря).
Одним из наиболее типичных осложнений заболевания является сывороточная болезнь, развивающаяся примерно у каждого третьего больного, лечащегося противоботулинической сывороткой. Иногда встречается «ботулинический миозит», когда на 2—3-й неделе тяжёлого заболевания наблюдаются болезненные проявления, напоминающие обычный «миозит». При этом, в большинстве случаев, поражаются икроножные мышцы. Критическим состоянием при ботулизме является острая вентиляционная дыхательная недостаточность, которая протекает на фоне тотальной миоплегии и поэтому может не иметь характерных внешних признаков в виде одышки, психомоторного возбуждения. Острая дыхательная недостаточность является главной причиной смерти больных при ботулизме.

## Диагностика

### Методы диагностики
Общеклинические методы диагностики, такие, как анализы мочи, кала, каких-либо особенностей, характерных для ботулизма, не имеют. Учитывая выраженные метаболические нарушения, показан контроль кислотно-основного состояния в динамике. При дифференциальной диагностике с нейроинфекциями важное значение при нечёткости клинической картины и неубедительных результатах РН токсина приобретают исследования ликвора (при ботулизме не изменена).
Материалом для бактериологического исследования служат фекалии и рвотные массы больного, промывные воды желудка и кишечника, содержимое ран (при раневом ботулизме), подозреваемая пища. Так как сразу поставить диагноз «ботулизм» у взрослого больного сложно, то проводят обнаружение токсина в исследуемом материале.
Исследование проводят на белых мышах. Им внутрибрюшинно вводят жидкость, полученную после центрифугирования сыворотки крови больного в смеси с противоботулинической сывороткой типов А, В, Е.
Исследование проходит 4 дня. За это время мыши, не защищённые тем типом антитоксина, которым вызвано заболевание у пациента, погибают. Остаются живыми мыши, которым вводили сыворотку, соответствующую типу токсина, циркулирующего в крови больного.
Серологических исследований не проводят, так как заболевание не сопровождается выработкой выраженных титров антител, что связано с незначительной дозой токсина, вызвавшей поражение.

### Критерии диагноза
В первые дни заболевания определить диагноз очень сложно. Постановке диагноза помогает наличие следующих факторов:
- употребление больным пищи, которая может быть заражена токсином Clostridium botulinum;
- отсутствие лихорадки;
- прогрессирующая мышечная слабость;
- выраженная гипосаливация (сухость во рту);
- вздутие живота, задержка стула;
- наличие глазных симптомов (нечёткость зрения, мидриаз и другие);
- признаки дыхательной недостаточности;
- чувство дискомфорта, изменение тембра голоса.

### Дифференциальная диагностика
Несмотря на чётко выраженную клиническую картину, допускается достаточно большое количество ошибок, связанных с тем, что заболевание встречается относительно редко, и врачи недостаточно с ним знакомы.
Наиболее часто вместо диагноза «ботулизм» диагностируют пищевую токсикоинфекцию, нарушение мозгового кровообращения, гипертонический криз, энцефалит, отравление грибами, миастению.
Начальные симптомы заболевания (гастроэнтерит, гастрит, энтерит, симптомы общей интоксикации) очень похожи на начальную стадию сальмонеллёзов и пищевого гастроэнтерита стафилококковой этиологии. Но, в отличие от ботулизма, для сальмонеллёзов характерна выраженная лихорадочная реакция, водянистые, зловонные испражнения с примесью зеленоватой слизи.
Пищевые токсикоинфекции стафилококковой этиологии чаще всего связаны с употреблением в пищу недоброкачественных кондитерских изделий и характеризуются коротким инкубационным периодом, преобладанием симптомов гастрита при отсутствии выраженности энтеритических проявлений. Тяжёлое течение ботулизма характеризуется клинической картиной острой дыхательной недостаточности, в то время как тяжесть течения пищевых токсикоинфекций обусловливается как потерями воды и солей, так и общеинтоксикационным синдромом.
Также проводится дифференциальная диагностика между ботулизмом и энцефалитом. В отличие от ботулизма, энцефалит начинается с продромальных симптомов в виде недомогания и головной боли, наблюдается лихорадка. Глазодвигательные расстройства обусловливаются поражением чаще всего ядер III пары черепных нервов и обычно носят частичный характер.
Клиническая картина ботулизма иногда характеризуется сочетанием симптомов, сходных с полиэнцефалитом. Патогномоничным признаком полиэнцефалита считают начальную сонливость, переходящую в сопорозное состояние. Часто наблюдаются паралич взора кверху, мозжечковая атаксия, дизартрия, интенционное дрожание, проводниковые нарушения. Ранним симптомом считается ретробульбарный неврит. Стволовые явления могут сочетаться с полиневритом черепных нервов — поражением V, VII, VIII и IX пар, особенно при энцефалопатии.

## Лечение

### Алгоритм лечения больных
Алгоритм интенсивной терапии больных ботулизмом включает:
- Промывание желудка для удаления остатков токсина из желудка;
- кишечный диализ (5 %-м раствором соды);
- антитоксическая сыворотка (типы А, C, Е по 10 000 ME, тип В — 5 000 ME);
- парентеральное введение инфузионных сред с целью дезинтоксикации, коррекции водно-электролитных и белковых нарушений;
- антибактериальная терапия;
- гипербарическая оксигенация как средство устранения гипоксии;
- лечение осложнений.

### Общее лечение

Структурная формула аденозинтрифосфата (АТФ)

Лечение ботулизма складывается из двух направлений. Первое — предотвращение реализации гипотетической возможности образования токсина in vivo, выведение яда из организма, нейтрализация циркулирующего в крови токсина. Второе — устранение вызванных ботулотоксином патологических изменений, в том числе и вторичных.
Все больные и лица с подозрением на ботулизм подлежат обязательной госпитализации. Независимо от её сроков лечение начинают с промывания желудка и кишечника 2 %-м раствором гидрокарбоната натрия (сода) и сифонные клизмы с 5 %-м раствором гидрокарбоната натрия объёмом до 10 литров для выведения ещё не всосавшегося токсина. Промывание желудка целесообразно проводить в первые 1—2 дня болезни, когда в желудке ещё может оставаться заражённая пища. Проводят промывание с помощью зонда, чтобы избежать возможной аспирации промывных вод, небольшими порциями жидкости, особенно при наличии дыхательной недостаточности, чтобы не вызвать рефлекторную остановку дыхания.
Также назначают энтеросорбенты для уменьшения всасывания токсина (полифепан, энтеродез, микрокристаллическая целлюлоза, полиметилсилоксана полигидрат и др.). Ежедневно внутривенно вводят по 400 мл лактасола, диуретики (фуросемид, лазикс по 20—40 мг). Необходимо следить за соблюдением водно-электролитного баланса, энергообеспечением. Назначают средства метаболической поддержки, такие как глюкозо-калий-магниевые смеси, рибоксин, АТФ, витамины (в основном группы В).
Глюкокортикоиды используют в качестве пульс-терапии, предупреждающей аллергические реакции на введение гетерогенных антитоксических сывороток. Также глюкокортикоиды применяются в лечении сывороточной болезни.

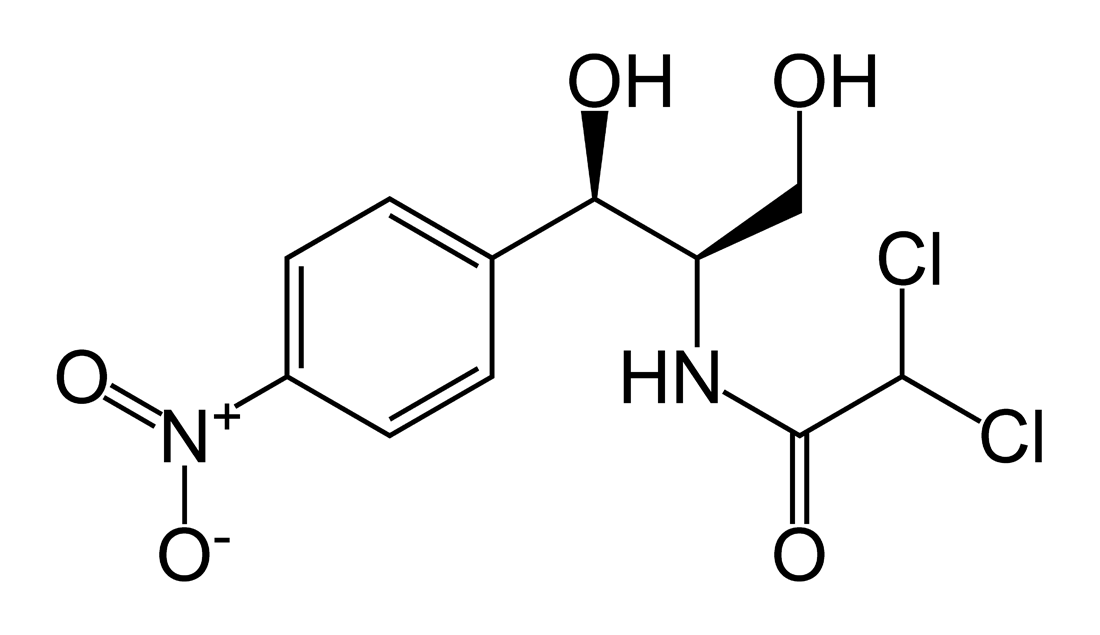
Структурная формула левомицетина

Также в лечении ботулизма используют антибиотикотерапию. Её назначают для профилактики и лечения воспалительных процессов, вызванных возбудителем ботулизма, попавшим в кишечник, а также для предотвращения частых осложнений (пневмония, цистит). Если не нарушено глотание, то назначают левомицетин по 0,5 грамма 4 раза в сутки в течение 5 дней или ампициллин по 0,75—1 грамму в сутки. Курс лечения около недели, но если снова возникает необходимость в антибиотикотерапии, то принимать те антибиотики, которые больной получал в первые дни заболевания, не следует. Назначение антибиотиков может привести к дисбактериозу кишечника со всеми его осложнениями. Терапевтическая роль антибиотиков при раневом ботулизме не ясна. По данным M. Merson (1973), локальное, оральное и внутримышечное введение антибиотиков не предотвратило заболевание ни в одном из 9 описанных автором случаев.

### Антитоксическая сыворотка
Антитоксические сыворотки получают иммунизацией лошадей возрастающими дозами анатоксинов. В практике производства антитоксических сывороток широко используют хлористый кальций, алюмокалиевые квасцы, адъюванты Фрейнда, тапиоку. Антитоксические сыворотки выпускают с определённым содержанием антитоксинов, измеряемым в международных единицах (МЕ), принятых ВОЗ. За 1 МЕ принимается то минимальное количество сыворотки, которое способно нейтрализовать определённую дозу токсина. Действие сывороток сводится к нейтрализации токсинов, вырабатываемых возбудителем. Титрование антитоксических сывороток может проводиться тремя методами — Эрлиха, Ремера, Рамона. Лечебный эффект сыворотки заключается в образовании нетоксичного комплекса токсин — антитело при непосредственном контакте между свободно циркулирующим в крови больного ботулотоксином и сывороточными антителами.

#### Лечение антитоксической сывороткой
Для профилактики и лечения ботулизма применяют противоботулиновые лечебно-профилактические антитоксические сыворотки, выпускаемые в виде комплекта моновалентных или поливалентных сывороток. Сыворотку применяют после обязательного определения чувствительности пациента к лошадиному белку при помощи внутрикожной пробы. При положительной реакции сыворотку вводят по абсолютным показаниям под наблюдением врача с особыми предосторожностями. Заболевшим и всем лицам, употреблявшим продукт, вызвавший отравление, назначают антитоксическую поливалентную сыворотку.
Активную иммунизацию осуществляют очищенным сорбированным пентаанатоксином, обеспечивающим защиту от ботулинических токсинов типов А, В, С, Е, и секстаанатоксином. Препараты предназначены для иммунизации ограниченного контингента населения. Одна лечебная доза для антитоксинов типа А, С, Е составляет по 10 000 ME, типа В — 5 000 ME.
При лёгкой форме — в первые сутки — две дозы, на следующий день одну дозу, каждой из трёх типов сыворотки А, В, С. Всего на курс лечения 2—3 дозы. Вводят сыворотку внутривенно или внутримышечно после предварительной десенсибилизации (метод Безредко). При введении сыворотки внутривенно капельно необходимо смешать её с 250 мл физиологического раствора, подогретого до 37 °C.
При среднетяжёлой форме — в первый день вводят 4 дозы сыворотки каждого типа внутримышечно с интервалом в 12 часов, в дальнейшем — по показаниям. Курс лечения — 10 доз.
При тяжёлой форме — в первый день 6 доз, на второй — 4—5 доз. Курс лечения — 12—15 доз. Вводят внутримышечно с интервалом в 6—8 часов.
Обязательно проводится проба на чувствительность к чужеродному белку, так как антитоксическая сыворотка гетерогенна. Если проба положительная, то проводится (в присутствии врача) предварительная десенсибилизация, затем вводят необходимую дозу сыворотки под прикрытием кортикостероидов. От сыворотки могут возникнуть различные осложнения, наиболее опасное из них — анафилактический шок. На вторую неделю заболевания может развиться сывороточная болезнь. Существует альтернатива антитоксической сыворотке — нативная гомологичная плазма (вводят по 250 мл 1—2 раза в сутки).

## Профилактика заболеваний и отравлений
Профилактика пищевого ботулизма затрудняется в связи с широким распространением ботулины в природе и его устойчивостью к неблагоприятным условиям окружающей среды. Основными профилактическими мерами против заражения является создание условий, препятствующих росту и размножению спор бактерий и предотвращение попадания возбудителя в пищу. К последним относятся меры по поддержанию чистоты в местах, где приготавливают пищевые продукты, представляющие собой благоприятное место для развития возбудителя заболевания.
Продукты домашнего консервирования в герметически закрытой таре являются наиболее опасными для человека, так как в домашних условиях добиться полного уничтожения Clostridium botulinum невозможно. Больше всего это касается грибов, потому что отмыть их от частичек грунта, в котором содержатся споры ботулины, очень сложно. Перед употреблением консервов необходимо прогреть вскрытые банки при 100 °C в течение 30 мин (в кипящей воде) для разрушения токсина. Пищевые продукты, не подлежащие термической обработке, но представляющие собой благоприятное место для токсина (солёная и копчёная рыба, сало, колбасы), должны храниться при температуре не выше 10 °C.
Профилактика раневого ботулизма сводится к первичной хирургической обработке раны.

## Прогноз
При раннем введении противоботулинической сыворотки прогноз благоприятный. Без применения современных методов лечения летальность может составлять 30—60 %. Смерть, как правило, наступает от паралича дыхательной мускулатуры и последующей гипоксии (дыхательной недостаточности). Своевременное лечение болезни снижает процент летальности исхода до 10 %, а в специализированных центрах — до 3—4 %. При отсутствии возможности проводить искусственную вентиляцию лёгких погибает 65 % заболевших. Восстановительный период длится несколько месяцев и заканчивается полным выздоровлением.

## Ботулизм у других животных
Ботулизмом болеют многие виды млекопитающих и птиц. В естественных условиях вспышки ботулизма среди животных отдельных видов обусловливаются токсинами отдельных типов. У лошадей ботулизм чаще всего вызывается токсином группы В, реже — токсинами А и С; у коров — токсинами типов D и С; овцы, норки, куры чувствительны к токсину типа С.